# Anton Kröller
Anthony George (Anton) Kröller (Rotterdam, 1 mei 1862 – Hoenderloo, 5 december 1941) was een Nederlands zakenman. Hij is bekend als stichter van het landgoed De Hoge Veluwe en speelde een belangrijke rol bij de oprichting van de Nederlandse Handels-Hoogeschool. Kröller was gehuwd met Helene Müller, naar wie het Kröller-Müller Museum is vernoemd.

## Biografie
Kröller werd geboren als jongste kind van de aannemer Anthony Kröller en Maria Helena Kemp. Zijn grootvader was een Duitse immigrant. Kröllers moeder overleed enkele maanden na zijn geboorte, waarna hij door een tante werd opgevoed. Hij volgde de HBS, en liep stage in het buitenland, onder andere bij het cargadoorsbedrijf Wm H. Müller & Co van Wilhelm Müller in Düsseldorf. Hierna kwam hij in dienst bij de Rotterdamse vestiging van dit bedrijf, onder directie van zijn broer. 
Hij trouwde in 1888 met Helene Müller, de dochter van zijn president-directeur. Toen zijn schoonvader plotseling overleed werd het bedrijf omgezet in een vennootschap, waarbij de zetel naar Rotterdam werd verplaatst. Kröller werd in juni 1889 directeur van dit bedrijf.

## Rijkdom en neergang

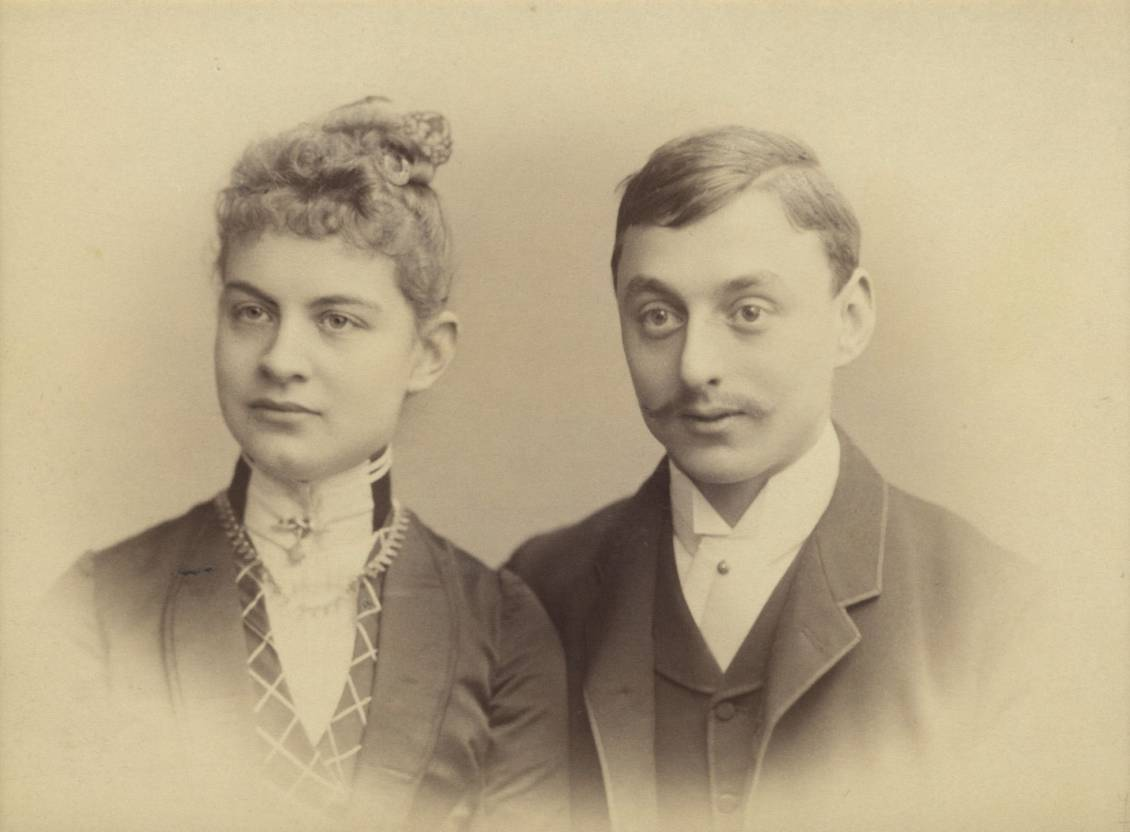
Helene Müller en Anton Kröller, ca. 1888

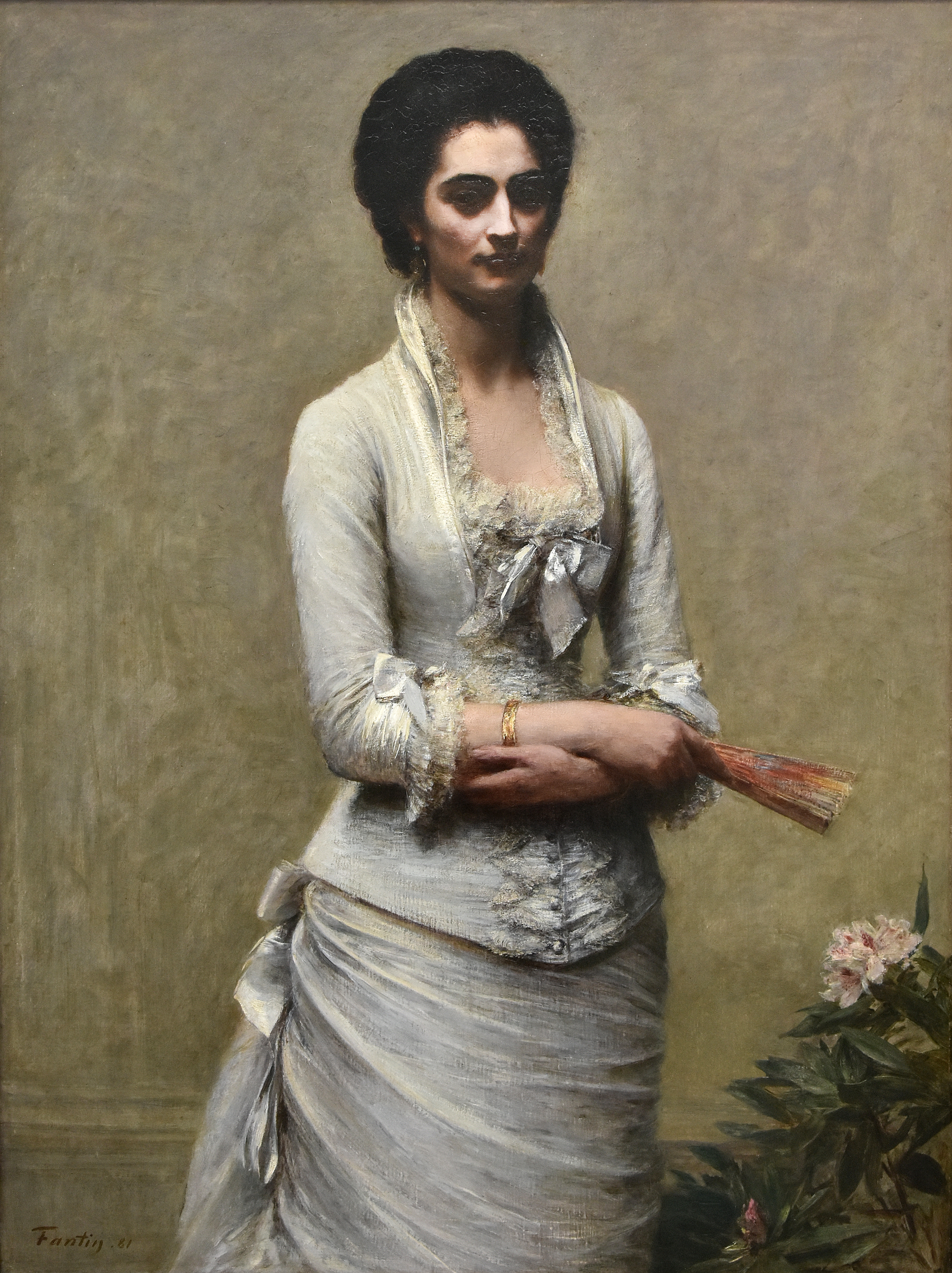
Portret van Eva Callimachi-Catargi, een geschenk van Anton Kröller aan zijn vrouw bij hun vijfentwintigjarig huwelijk - Henri Fantin-Latour, Kröller-Müller Museum

In de jaren tien en in de Eerste Wereldoorlog maakte Müller & Co. grote winsten. Met deze firma zou het echtpaar Kröller-Müller hun enorme fortuin hebben gemaakt, dat de basis legde voor de grote kunstcollectie van Helene Müller en voor het huidige Nationaal Park de Hoge Veluwe dat Kröllers jachtterrein was. Het echtpaar gaf Berlage in 1914 de opdracht voor de bouw en inrichting van het weelderige Jachthuis Sint-Hubertus. Berlage mocht ook het peperdure kantoor van de Müller-vestiging in Londen ontwerpen. In 1916 betrok het echtpaar de buitenplaats Groot Haesebroek te Wassenaar om er de kunstcollectie onder te brengen en in 1930 lieten zij hier een nieuwe villa bouwen.
De Kröllers behoorden met de Van Beuningens - die hun fortuin in dezelfde periode maakten - tot de rijkste families van Nederland. De sociaaldemocraten in de Tweede Kamer en de SDAP schilderden hem af als OW-er (oorlogswinstmaker). Tijdens de oorlog was Kröller onder andere commissaris bij Nederlandsche Overzee Trust Maatschappij (NOT) en lid van de Commissie van Bijstand voor Handel en Nijverheid. Hij kocht in 1915 het Haagse dagblad Het Vaderland en speelde een belangrijke rol bij de oprichting van de Nederlandse Handels-Hoogeschool. In 1922 verleende deze hem haar eerste eredoctoraat.
In de jaren twintig ging het snel bergafwaarts met Müller & Co. Het bedrijf werd steeds afhankelijker van bankkredieten, die hij met vervalste cijfers loskreeg bij de Rotterdamsche Bank. Toch wist Kröller directeur te blijven, zij het met behulp van slinkse financiële activiteiten. Uiteindelijk werden de verliezen in 1931 zo groot dat Kröller niets anders meer kon doen dan aftreden.
De Hoge Veluwe wist hij nog te verkopen aan een nieuw opgerichte stichting. Hiervoor werd een hypotheek verstrekt door de Nederlandse Uitvoer Maatschappij, een overheidsinstantie.
Een voorwaarde hierbij was dat Kröller en zijn vrouw op Sint-Hubertus mochten blijven wonen. Ook werd door de Staat toegezegd dat voor de kunstcollectie van Kröllers vrouw Helene, die al sinds 1928 in een stichting was ondergebracht, een museum zou komen. Na het overlijden van Helene in 1939 leefde Anton nog twee jaar teruggetrokken op Sint-Hubertus. Op 5 december 1941 stierf hij op 79-jarige leeftijd. Een maand eerder had hij al zijn papieren verbrand. Hij werd begraven op De Hoge Veluwe, naast zijn vrouw.
Volgens de bedrijfseconoom Ariëtte Dekker, die in 2015 een biografie over Anton Kröller publiceerde, was Kröller veel minder rijk dan lange tijd werd gedacht. De Hoge Veluwe kocht hij met geld van beleggers, niet met zijn eigen geld. Hij zou eigenlijk niet van jagen hebben gehouden, maar wilde rijk lijken om zo gemakkelijker geld te kunnen aantrekken voor zijn bedrijf.